# Ромі Мюллер
Ромі Мюллер  (нім. Romy Müller, 26 липня 1958) — німецька легкоатлетка, олімпійська чемпіонка.

## Виступи на Олімпіадах
| Олімпіада   | Дисципліна              | Місце |
| ----------- | ----------------------- | ----- |
| Москва 1980 | біг на 100 метрів       | 5     |
| Москва 1980 | біг на 200 метрів       | 4     |
| Москва 1980 | естафета 4 x 100 метрів | 1     |